# Dziewczęta z czerwonymi kokardami
Dziewczęta z czerwonymi kokardami (tyt. oryg. Vajzat me kordele të kuqe) – albański film fabularny z roku 1978 w reżyserii Gëzima Erebary.

## Opis fabuły
Akcja filmu rozgrywa się w czasie II wojny światowej. Uczennice szkoły dla dziewcząt działają w ruchu oporu i tworzą aktywną grupę młodzieży antyfaszystowskiej. W czasie święta faszystowscy nauczyciele próbują zmusić uczennice do śpiewania faszystowskiego hymnu. Uczennice demonstracyjnie odmawiają wykonania polecenia, a wieść o ich czynie szybko rozchodzi się po Tiranie. Jedna z uczennic, Jeta Duro zostaje aresztowana, a następnie stracona.
Zdjęcia do filmu realizowano w Tiranie.

## Obsada
- Shpresa Bërdëllima jako Gajtani
- Vangjel Heba jako dyrektor
- Marieta Ilo jako Jeta Duro
- Anisa Markarian jako Dhurata
- Drita Pelingu jako pani Cavallero
- Tinka Kurti jako seniorina Mancini
- Sandër Prosi jako Safet
- Zhani Ziçishti jako Resul
- Llambi Kaçani jako urzędnik kwestury
- Vangjel Toçe jako oficer dokonujący aresztowania
- Edmond Budina jako Andrea
- Marta Burda jako matka Jety
- Agim Shuke jako nauczyciel historii
- Arben Imami jako Sandri
- Marika Kallamata jako Xhemilja
- Teuta Keçi jako Ela
- Rudina Kovaçi jako Bahrije
- Dhimitra Plasari jako Teuta
- Edita Shkreta jako Ollga
- Eva Pëllumbi
- Vegim Xhani
- Gjon Karma
- Dario Llukaçi
- Vasillaq Vangjeli